# Aciagrion maldivense
Aciagrion maldivense – gatunek ważki z rodziny łątkowatych (Coenagrionidae). Został opisany w 1902 roku pod nazwą Enallagma maldivense i znany jest tylko z okazów typowych pozyskanych na Malediwach. Obecnie uważa się, że takson ten należy do rodzaju Aciagrion i może być szerzej rozprzestrzeniony, jednak wcale nie wiadomo, czy stanowi odrębny gatunek. Populacja z Malediwów mogła zostać przywiana z wiatrem i przez pewien czas zamieszkiwała zbiorniki wodne zasilane wodami opadowymi, zanim wyginęła.